# Petneházy Attila
Petneházy Attila (1966. június 14. –)  magyar színművész, országgyűlési képviselő.

## Életpályája
1987-ben végzett a Nemzeti Színház Színiakadémiáján. A nyíregyházi Móricz Zsigmond Színház tagja lett, s Nyíregyházára költözött. Nyíregyháza-Sóstó jelöltjeként választották képviselőnek a 2010-es Önkormányzati választásokon. Nyíregyháza Megyei Jogú Város Közgyűlésének Oktatási, Kulturális és Sportbizottságának volt a tagja. 2014-től Szabolcs-Szatmár-Bereg megye 1-es számú választókörzetének országgyűlési képviselője (Fidesz).

## Színpadi szerepei
| - Tamási Áron: Énekes madár... Próba Máté - Büchner: Danton... Hermann - Hrabal: Szigorúan ellenőrzött vonatok... Milos Hrma - Szigligeti Ede: Liliomfi... Adolf - Romhányi József–Fényes Szabolcs: Hamupipőke... Gáspár királyfi - Petőfi Sándor-Bakonyi Károly-Heltai Jenő-Kacsóh Pongrác: János vitéz... Kukorica Jancsi - Goldoni: Terecske... Zorzetto - William Shakespeare: Rómeó és Júlia... Rómeó - O’hirson-Schwarz: Pippin... Lajoska - Nóti Károly: Nyitott ablak... Őrmester - Nemes Nagy Ágnes-Novák János: Bors néni... Titilla - Fejes Endre: Jó estét nyár, jó estét szerelem... Kasznár - Higgins: Maude és Harold... Bernard felügyelő - Zágon-Nóti-Eisemann Mihály: Hyppolit, a lakáj... Nagy András - George Bernard Shaw: Szent Johanna... Poulengey - Dürrenmatt: Ötödik Frank... Heini Zuhrmühl - Shakespeare: A velencei kalmár... Aragónia hercege - Grünwald-Beda-Ábrahám-Romhányi: Bál a Savoyban... Henry - Williams: A vágy villamosa... Steve - Reményik Zsigmod: Vén Európa Hotel... Albert - Shakespeare: Hamlet... Rosencranz - Kesselring: Arzén és Levendula... Mortimer - Strauss: A viszontlátás trilógiája... Peter - Galambos Péter: Senki földje... Berger - Tóth Ede: A falu rossza... Feledy Lajos - Molière: Tartuffe... Damis - Csukás István-Bergendy István: Süsü, a sárkány... Királyfi - Marriott-Foot: Csak semmi szexet kérem, angolok vagyunk... Peter - Árgyélus királyfi és Tündérszép Ilona... Királyfi - Vajda-Valló-Fábri: Anconai szerelmesek... Lucrezio - Shakespeare: Szentivánéji álom... Demetrius - Dés-Geszti-Békés: A dzsungel könyve... Akela - Hrabal: Harlekin milliói... Fiatal Francin | - Alfonso Paso: Hazudj inkább, kedvesem!... Lorenzo - Dosztojevszkij: Ördögök... Mavrikij Nyikolajevics - Presser-Sztevanovity-Horváth: A padlás... Barrabás B. Barrabás, a gengszter; Révész, aki külsőleg azonos Barrabással - Szophoklész: Oidipusz... Korinthoszi pásztor - Ivan Kusan: Galócza... Adam Zsazsics, csendőrtizedes - Móricz Zsigmond-Kocsák-Miklós: Légy jó mindhalálig... Bárhori tanár úr - Urs Widmer: Top dogs... Pascal - Csehov: Platonov... Szergej Vojnyicev - Molnár Ferenc: Az üvegcipő... Rendőrtanácsos - Goldoni: Chioggiai csetepaté... Beppe - Gyárfás Miklós: Tanulmány a nőkről... Író - Shakespeare: Szeget szeggel... Úriember; Bunkó rendőr - Bertolt Brecht–Paul Dessau: A szecsuáni jólélek... Fény fia - Németh Ákos: Vörös bál... Landler - Manuel Buňo: Esztrád sokk - Moldvai Márk–Tasnádi István: Rovarok... Hernyó - Ray Cooney: Család ellen nincs orvosság... Dr. David Mortimore - Neil Simon: Furcsa pár... Roy - Bernard Slade: Jövőre veled ugyanitt... George - Yasmina Reza: Művészet... Yvan - Tasnádi István: Finito... Bicke B. László, költő - Vinnai András–Bodó Viktor: Fotel - Henrik Ibsen: Peer Gynt... A vőlegény apja; Manó II.; Master Cotton; Begriffenfeldt; Sovány - Gabriel García Márquez: Száz év magány... Apicius - Egressy Zoltán: Fafeye, a tenger ész... Zöldséges - Szörényi Levente–Bródy János: Kőműves Kelemen... Kelemen - Ödön von Horvath: Kasimir és Karoline... Tulaj - Reginald Rose: Tizenkét dühös ember... Első esküdt - Mihail Bulgakov: A Mester és Margarita... Berlioz; Kajafás - Tasnádi István: Annuska (Móricz 2009)... Orvos - Gádor Béla–Tasnádi István: Othello Gyulaházán... Katona doktor, ideggyógyász |

## Filmjei

### Játékfilmek
- Napló szerelmeimnek (1987)

### Tévéfilmek
- Kisváros (2001)